# Лумельский, Ян Петрович
Ян Петро́вич Луме́льский (1 сентября 1930, Малин, Житомирская область — 10 января 2021, Калгари, Канада) — советский, российский и израильский учёный в области статистических методов, в том числе статистического контроля качества, прикладной статистики, теории вероятностей и математической статистики. Доктор физико-математических наук (1990), профессор (1991), заведующий кафедрой теории вероятностей и математической статистики механико-математического факультета Пермского университета (1991—1997).

## Биография
Родился 1 сентября 1930 года на Украине. После эвакуации в марте в 1942 года переехал в Молотовскую область (ныне — Пермский край). Его отец, Пинхос Иревич (Пётр Юрьевич) Лумельский, был первым директором (1960—1965) и заместителем директора по научной части Пермского филиала Всесоюзного НИИ целлюлозно-бумажной промышленности (ВНИИБ).
В 1948 году окончил в г. Сива среднюю школу.
В 1953 году окончил Пермский университет (специальность «Юриспруденция»), а в 1958 году — Пермский педагогический институт (специальность «Математика»).
С 1 сентября 1959 года и вплоть до декабря 1996 года работал преподавателем (ассистентом, доцентом и профессором) на математических кафедрах Пермского государственного университета.
C 1966 по 1969 годы учился в целевой аспирантуре кафедры теории вероятностей Московского государственного университета.
В 1970 году — кандидат физико-математических наук, в 1972 — доцент кафедры высшей математики Пермского университета, в 1990 — доктор физико-математических наук.
С 1991 года — профессор и заведующий кафедрой теории вероятностей и математической статистики механико-математического факультета Пермского университета.
С 1 сентября 1997 года до 1 ноября 2010 года работал научным консультантом в Статистической лаборатории Техниона, г. Хайфа, Израиль.
С апреля 2013 года жил у дочери в Калгари, Канада.

## Научная деятельность
Научные исследования начал в 1966–1969 гг. аспирантом кафедры теории вероятностей Московского государственного университета им. М. В. Ломоносова под руководством   Ю. К. Беляева.
Его важнейшие научные  достижения основываются на применении  новых схем случайных блужданий (Пойя, многомерные пуассоновские, для однородных и неоднородных цепей Маркова и др.), что позволило существенно расширить известные классы многомерных распределений  вероятностей, а также предложить новые модели в статистическом контроле качества, в испытаниях надежности и в планах последовательного обнаружения разладки технологического процесса.
Автор и соавтор 160 научных публикаций, в том числе семи книг. Его статьи печатались в журналах «Заводская лаборатория», «ДАН СССР», «Теория вероятностей и её применения», «Изв. АН СССР. Техническая кибернетика» и многих других центральных журналах.
Результаты прикладных  статистических исследований включены в ряд ГОСТов СССР и других научно-технических документов, разработанных подразделениями Госстандарта СССР  с  участием   Я. П. Лумельского.  Здесь особого упоминания заслуживает подготовленная  в МГУ "Методика по разработке стандартов на статистический приёмочный контроль качества продукции по альтернативному признаку с учетом  экономических показателей", Госстандарт СССР, ВНИИС,  Москва, Изд-во стандартов, 1972 (разработчики:  Колмогоров А. Н., Беляев Ю. К., Лумельский Я. П., Дугина Т. Н. и др.). На основе вышеуказанной  методики  в Московском и  Пермском  государственных университетах разработан и ныне действует  ГОСТ 24660-81 (разработчики: Беляев Ю. К., Лумельский Я. П., Чичагов В. В. и др.). Результаты  этих и других прикладных исследований  излагались  в 1978–1993 годах. в трех циклах лекций, прочитанных Я. П. Лумельским в Политехническом музее Всесоюзного общества «Знание» на семинарах по надежности и прогрессивным методам контроля.
Основатель пермской научной школы теории вероятностей и математической статистики, в становление которой большой вклад внесли также Р. А. Абусев и П. Н. Сапожников. Под руководством Я. П. Лумельского успешно вели научные исследования Р. А. Абусев, В. В. Чичагов, Н. Е. Бобров, М. Я. Пенская, А. Л. Гусев, Е. Г. Цылова, В. В. Ившин, Я. М. Львовский, С. И. Фролов и многие другие. Семь его учеников стали кандидатами, а один — доктором физико-математических наук (Р. А. Абусев). В 1978 г. организовал издание в Пермском университете межвузовского сборника научных трудов «Статистические методы» (в 2007 г. вышел выпуск 20), все выпуски которого переводятся и издаются в США.

## Семья
Жена, Людмила Михайловна Цирульникова (род. 1933), родилась в семье конструктора артиллерийского вооружения М. Ю. Цирульникова, окончила в 1955 году физический факультет МолГУ, а в 1958 году — аспирантуру того же факультета (научный руководитель — И. Г. Шапошников). С 1961 по 1995 годы — доцент кафедры физики Пермского государственного политехнического института.
Дочери, Марианна (род. 1959) и Елена (род. 1961), окончили механико-математический факультет ПГУ, соответственно, в 1981 и 1983 году. Первая дочь (Marianna Pensky) — профессор университета Орландо, Флорида, США. Вторая дочь (Elena Braverman) — профессор университета Калгари, Альберта, Канада.
Внук — учёный в области информатики Марк Браверман.

## Награды
- Нагрудный знак  "За отличные успехи в работе"  Минвуза СССР (1984).
- Нагрудный знак  Всесоюзного общества "Знание" (за активную  деятельность  по пропаганде естественно-научных знаний, 1988).
- Неоднократно был лауреатом  научной премии Пермского университета по математическим  наукам.
- Медаль «Ветеран труда» (1982).
- Медаль им. Л. Эйлера «За заслуги» (2010).

## Избранные публикации

### Книги
- Лумельский Я. П. Статистические оценки результатов контроля качества. М.: Изд-во стандартов, 1979. 200 с.
- Абусев   Р.А., Лумельский Я. П. Статистическая   групповая классификация.  Пермь,  Изд-во  ПГУ, 1987, 92 с.
- Каменева  С. В., Лумельский Я. П. Основы теории вероятностей и  математической статистики. Учебное  пособие для студент. гуманитарных  специальностей  университета.  Пермь,  Изд-во  ПГУ, 1997, 78  с.
- Kotz  S., Lumelskiy Y. P., Pensky M. The stress-strength model and its generalizations. Theory and applications. 2003. World Scientific Publishing. 253  p.

### Другие  публикации
- Лумельский Я. П. Доверительные границы для линейных функций от неизвестных параметров // Теория вероятностей и её применения.  1969. Т. 14. С. 381–384.
- Лумельский Я. П., Сапожников П. Н. Несмещенные оценки для плотностей распределений // Теория вероятностей и её применения. 1969. Т. 14. С. 372–280.
- Лумельский Я. П., Шеховцева М. Г. К вопросу о сравнении несмещенных оценок и оценок максимального правдоподобия. Ученые записки Пермского ун-та, 1973,№ 271.
- Лумельский Я. П. Случайные блуждания, отвечающие обобщенным урновым схемам // ДАН СССР. Математика. 1973. Т. 209. С. 1281–1284.
- Лумельский Я. П. Несмещенные оценки априорного распределения и их применение // Изв. АН СССР. Техн. кибернетика. 1973. №1. С. 80–89.
- Лумельский Я. П., Старосельский Б. Г. К вопросу о полноте планов в одной схеме случайных блужданий // Математические заметки.  1975. Т. 17. С. 783–788.
- Лумельский Я. П., Львовский Я. М. Асимптотические формулы для многомерных распределений Пойа // ДАН СССР.  Математика. 1979. Т. 246.  С. 536–540.
- Абусев  Р. А., Лумельский Я. П. Несмещенные оценки и задачи классификации многомерных нормальных совокупностей // Теория вероятностей и её применения. 1980. Т. 25. С. 381–389.
- Лумельский Я. П. К вопросу сравнения несмещенных и других оценок // Прикладная статистика. М.: Наука, 1983. С. 316–319.
- Абусев  Р. А., Лумельский Я. П.Статистические модели классификации многомерных наблюдений // Обозрение прикладной и промышленной математики. 1996. Т. 3, вып. 1. Изд-во "ТВП".  С. 7–30.
- Gurevich, G., Lumelskiy Y. P., Feigin, P. Nested Plans as Sequential  Quality Control Schemes for  Detecting  Change in  Multivariate Normal Distribution// Quality Technology and  Quantitative  Management. 2006. Vol. 3. P. 493–512.
- Лумельский Я. П., Фейгин П. Д. Непараметрические критерии и вложенные последовательные планы // Межв. сб. научн. Трудов "Статистические  методы оценивания и проверки гипотез". Перм. ун-т. Пермь. 2007. С. 19–39.
- Lumelskiy Y. P., Voinov V., Nikulin M., Feigin P. On  a generalization of  classical  random sampling scheme and unbiased estimation //  Communication in Statist. Theory and Methods. 2007. Vol. 36.  P. 693–705.
- Лумельский Я. П. Оптимальные  планы  последовательного обнаружения  разладки // Тезисы  докладов  Международной  конференции, посвященной 100-летию со дня рождения Б. В. Гнеденко.  МГУ. 2012. С. 246–247.
- Lumelskiy Y. P. Nonparametric Change-Point  Problems  and Optimal Nested Plans // Quality Technology and  Quantitative  Management. 2012.  Vol. 9,  No 2. P. 115–135.